# Schwarzenburg
Schwarzenburg är en ort och kommun i distriktet Bern-Mittelland i kantonen Bern, Schweiz. Kommunen har 6 775 invånare (2023).
Kommunen bildades den 1 januari 2011 genom sammanslagningen av kommunerna Wahlern och Albligen. De största byarna är  Lanzenhäusern, Schwarzenburg, Mamishaus, Milken och Albligen.